# جائزة فرنسا الكبرى 1974
جائزة فرنسا الكبرى 1974 هو سباق فورمولا 1 أقيم بتاريخ 7 يوليو 1974 في ديجون، فرنسا. كان التاسع من أصل 15 في بطولة العالم لسباقات الفورمولا واحد موسم 1974. جاء السويدي روني بيترسون أولا والنمساوي نيكي لاودا ثانيا والسويسري كلاي ريجاتسوني ثالثا.